# Francesco Morosini

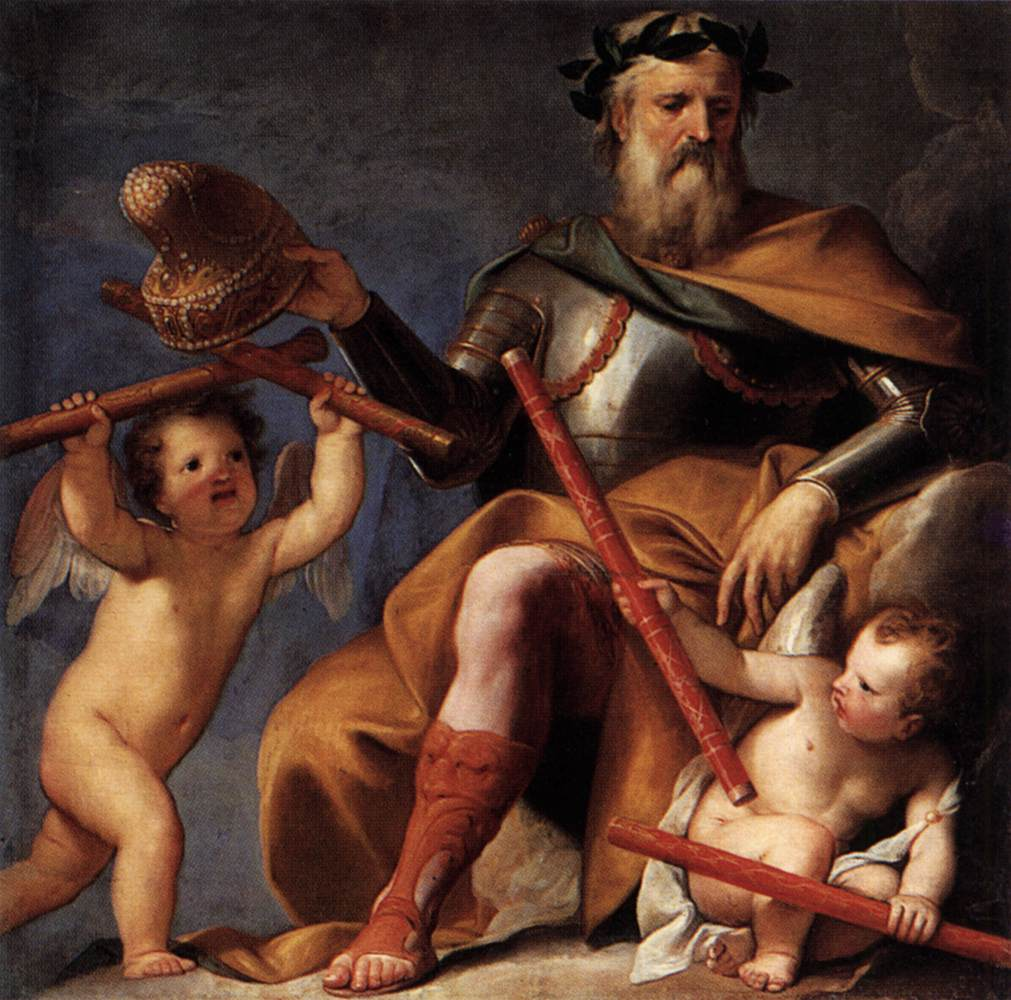
Francesco Morosini

Francesco Morosini, född 26 februari 1619, död 16 januari 1694, var en venetiansk sjöhjälte.
Morosini tillhörde en berömd venetiansk släkt, var 1651-1661 generalkapten och chef för venetianska flottan och ledde en serie framgångsrika sjötåg mot turkarna. Askedad på grund av intriger 1661, blev han 1667, då Kreta angreps av turkarna, åter flottchef men tvingades efter ett genialt försvar av kungariket Kandia att ge sig 1669. Då kriget förnyades 1684  hade han stora framgångar och erövrade 1687 Peloponnesos och Aten. Morosini blev 1688 doge och organiserade Morea, sin nya erövring. Samma år belägrade Morosini tillsammans med Otto Wilhelm Königsmarck förgäves Negroponte (nuvarande Chalkis).